# 板栗路
板栗路（法語：Rue des Marronniers，發音：[ʁy de maʁɔnje]）是法國里昂第二区地区的一条步行街，靠近贝勒库尔广场和安托南·蓬塞广场，拥有许多著名的餐馆（bouchon）。这里有贝勒库尔地铁站和许多巴士。这条路所在的区域被联合国教科文组织列为世界遗产 。

## 历史
这条路得名于东侧曾经种植的板栗树，于18世纪移走。这条路开辟于18世纪初建设贝勒库尔广场东侧建筑期间，曾用名耶路撒冷路，1723年9月30日改用现名。里昂市长于1849年住在这里。许多建筑师参加建设，包括皮埃尔·戈捷（1号），马克-安托万·特罗利耶（5号），梅尔基奥尔·米内（7号）加布里埃尔·里戈（11号）。2至10号建于1714年，在1793年和1810年拆除。
二十世纪后期，这条路改为步行街。

## 建筑
板栗剧院是这条路最著名的建筑物。1952年，罗歇·普朗雄在3号前锁匠作坊创建了喜剧院。许多著名演员在这里训练（皮埃尔·阿尔迪蒂、卡特琳·阿尔迪蒂，马塞尔·博佐内、莫里斯·贝尼舒或贝尔纳·巴莱）。 1986年，剧场改为CNP贝勒库尔电影院，开设在德拉巴利路。
3号的串廊穿过四栋建筑物，是一座有趣的建筑。它开始于一个门廊，然后通往前板栗剧院。它有两个出口：第一个是一个半圆形的路易十六风格建筑，第二个已堵塞，同样是三层楼，但更高一些。